# Buchberg (Hollabrunn)
Buchberg är ett berg i Österrike.   Det ligger i distriktet Hollabrunn och förbundslandet Niederösterreich, i den nordöstra delen av landet, 50 km norr om huvudstaden Wien. Toppen på Buchberg är 413 meter över havet, eller 141 meter över den omgivande terrängen. Bredden vid basen är 10,0 km.
Terrängen runt Buchberg är huvudsakligen platt, men den allra närmaste omgivningen är kuperad. Närmaste större samhälle är Hollabrunn, 14,5 km söder om Buchberg. 
Trakten runt Buchberg består till största delen av jordbruksmark. Runt Buchberg är det ganska tätbefolkat, med 56 invånare per kvadratkilometer.